# Patinoire de Méribel
La Patinoire de Méribel, anteriorment anomenat La Halle de Glace, és una pista de patinatge a l'estació d'esports d'hivern, Méribel, un llogaret del municipi de Les Allues a la Savoia francesa. Va ser construïda pel despatx d'arquitectes Chambre & Vibert.
Les obres van començar el 1989 en preparació del torneig olímpic d'hoquei sobre gel dels Jocs Olímpics d'Hivern de 1992 fets a la ciutat d'Albertville. Amb una capacitat per a 8.000 espectadors per als Jocs Olímpcis de 1993 a 1997 se'n va modificàr l'estructura i se'n va reduir la capacitat fins a 2.400 espectadors. Una part de la tribuna va ser remodelada per a instal·lar-hi una piscina, un centre de lleure aquàtic amb sauna i bany turc, un restaurant i altres serveis destinats als turistes.